# San Girolamo a Corviale (titre cardinalice)
Le titre cardinalice de San Girolamo a Corviale (Saint Jérome à Corviale) est érigé par le pape François le 14 février 2015. Il est attaché à l'église homonyme située dans la zone suburbaine de Gianicolense, à l'ouest de Rome.

## Titulaires
| - Luis Héctor Villalba depuis 2015 |